# Liste der Justizminister von Nordrhein-Westfalen
Liste der Justizminister von Nordrhein-Westfalen seit 1946.
| Name                             | Amtsantritt                                       | Kabinett                       | Partei              |
| Minister für Justiz              | Minister für Justiz                               | Minister für Justiz            | Minister für Justiz |
| -------------------------------- | ------------------------------------------------- | ------------------------------ | ------------------- |
| Eduard Kremer                    | 29. August 1946                                   | Amelunxen I                    | parteilos           |
| Artur Sträter                    | 5. Dezember 1946                                  | Amelunxen II                   | CDU                 |
| Gustav Heinemann                 | 17. Juni 1947                                     | Arnold I                       | CDU                 |
| Artur Sträter                    | 7. September 1948                                 | Arnold I                       | CDU                 |
| Rudolf Amelunxen                 | 15. September 1950 27. Juli 1954 20. Februar 1956 | Arnold II Arnold III Steinhoff | Zentrum             |
| Otto Flehinghaus                 | 21. Juli 1958                                     | Meyers I                       | CDU                 |
| Artur Sträter                    | 23. Juli 1962                                     | Meyers II                      | CDU                 |
| Franz Meyers                     | 25. Juli 1966                                     | Meyers III                     | CDU                 |
| Friedrich Vogel                  | 5. Oktober 1966                                   | Meyers III                     | CDU                 |
| Josef Neuberger                  | 8. Dezember 1966 28. Juli 1970                    | Kühn I Kühn II                 | SPD                 |
| Diether Posser                   | 8. Dezember 1970 4. Juni 1975                     | Kühn II Kühn III               | SPD                 |
| Inge Donnepp                     | 17. Januar 1978 20. September 1978 29. Mai 1980   | Kühn III Rau I Rau II          | SPD                 |
| Dieter Haak                      | 15. Dezember 1983                                 | Rau II                         | SPD                 |
| Diether Posser                   | 16. Januar 1985                                   | Rau II                         | SPD                 |
| Rolf Krumsiek                    | 30. Mai 1985 12. Juni 1990                        | Rau III Rau IV                 | SPD                 |
| Fritz Behrens                    | 17. Juli 1995                                     | Rau V                          | SPD                 |
| Minister für Inneres und Justiz  |                                                   |                                |                     |
| Fritz Behrens                    | 17. Juni 1998                                     | Clement I                      | SPD                 |
| Minister für Justiz              |                                                   |                                |                     |
| Reinhard Rauball (kommissarisch) | 1. März 1999                                      | Clement I                      | SPD                 |
| Jochen Dieckmann                 | 23. März 1999 27. Juni 2000                       | Clement I Clement II           | SPD                 |
| Wolfgang Gerhards                | 12. November 2002                                 | Steinbrück                     | SPD                 |
| Roswitha Müller-Piepenkötter     | 24. Juni 2005                                     | Rüttgers                       | CDU                 |
| Thomas Kutschaty                 | 15. Juli 2010 21. Juni 2012                       | Kraft I Kraft II               | SPD                 |
| Peter Biesenbach                 | 30. Juni 2017 28. Oktober 2021                    | Laschet Wüst I                 | CDU                 |
| Benjamin Limbach                 | 29. Juni 2022                                     | Wüst II                        | Grüne               |